# Mark Haddon
Mark Haddon, född 1962 i Northampton, är en författare, målare och poet . Han studerade vid Uppingham School och därefter Merton College, Oxford, där han studerade engelska. Mest känd är han för sin roman Den besynnerliga händelsen med hunden om natten, som vann 2003 års Whitbread Book Awards.

## Kortfattad biografi
Mark Haddon tog studenten ifrån universitet år 1981 men återvände en tid senare till att studera engelsk litteratur, denna gång vid Edinburgh University. Han började sin karriär som tecknare och illustratör med att jobba med tecknade serier för olika tidskrifter, bland andra New Statesman, The Sunday Telegraph och The Guardian.
Haddon's karriär som författare började med barnboken Gilbert's Gobstopper som publicerades 1987. Den följdes av flera barnböcker, många med hans egna illustrationer.
2003 publicerades boken Den besynnerliga händelsen med hunden om natten som också kom att bli hans stora succé.
Idag undervisar Mark Haddon i kreativt skrivande vid Oxford University.